# Чочы

Чочы или Щощи, другие названия: Чокачы, Чокрачо (тайск. ฌอ เฌอ, чы — «дерево») — чо (що), двенадцатая буква тайского алфавита, относится к аксонтамкху (парная нижнего класса) и может быть только первого, третьего и четвёртого тона. Как парная буква чочы противопоставляется букве верхнего класса чочинг, которая может быть второго и пятого тона. Как финаль относится к матре мекот. На клавиатуре проецируется на клавишу рус. «П». Относится к редким буквам.
В пали соответствует букве «джха».